# Нгуєн Конг Фуонг
Нгуєн Конг Фуонг (в'єт. Nguyễn Công Phượng, нар. 21 січня 1995) — в'єтнамський футболіст, нападник клубу «Хоангань Зялай» та національної збірної В'єтнаму. Є одним з найперспективніших футбольних талантів у В'єтнамі і має прізвисько «в'єтнамський Мессі».

## Клубна кар'єра
У дорослому футболі дебютував 2015 року виступами за команду клубу «Хоангань Зялай», в якій того року взяв участь у 25 матчах чемпіонату. Більшість часу, проведеного у складі «Хоангань Зялай», був основним гравцем атакувальної ланки команди.
2016 року грав на правах оренди за клуб другої японської Джей-ліги «Міто Холліхок», проте провів за клуб з міста Міто лише 5 матчів в чемпіонаті і 2017 року повернувся до «Хоангань Зялай». Станом на 29 вересня 2017 року відіграв за команду з Плейку 45 матчів в національному чемпіонаті.

## Виступи за збірну
Виступав за юнацьку збірну В'єтнаму, з якою ставав віце-чемпіоном Азії серед 19-річних у 2013 та 2014 роках. У 2016 році був учасником молодіжного чемпіонату Азії.
8 березня 2015 року дебютував в офіційних іграх у складі національної збірної В'єтнаму в матчі відбору на чемпіонат світу 2018 року проти Іраку (1:1).

## Титули і досягнення
- Переможець Чемпіонату АСЕАН: 2018